# Hráz

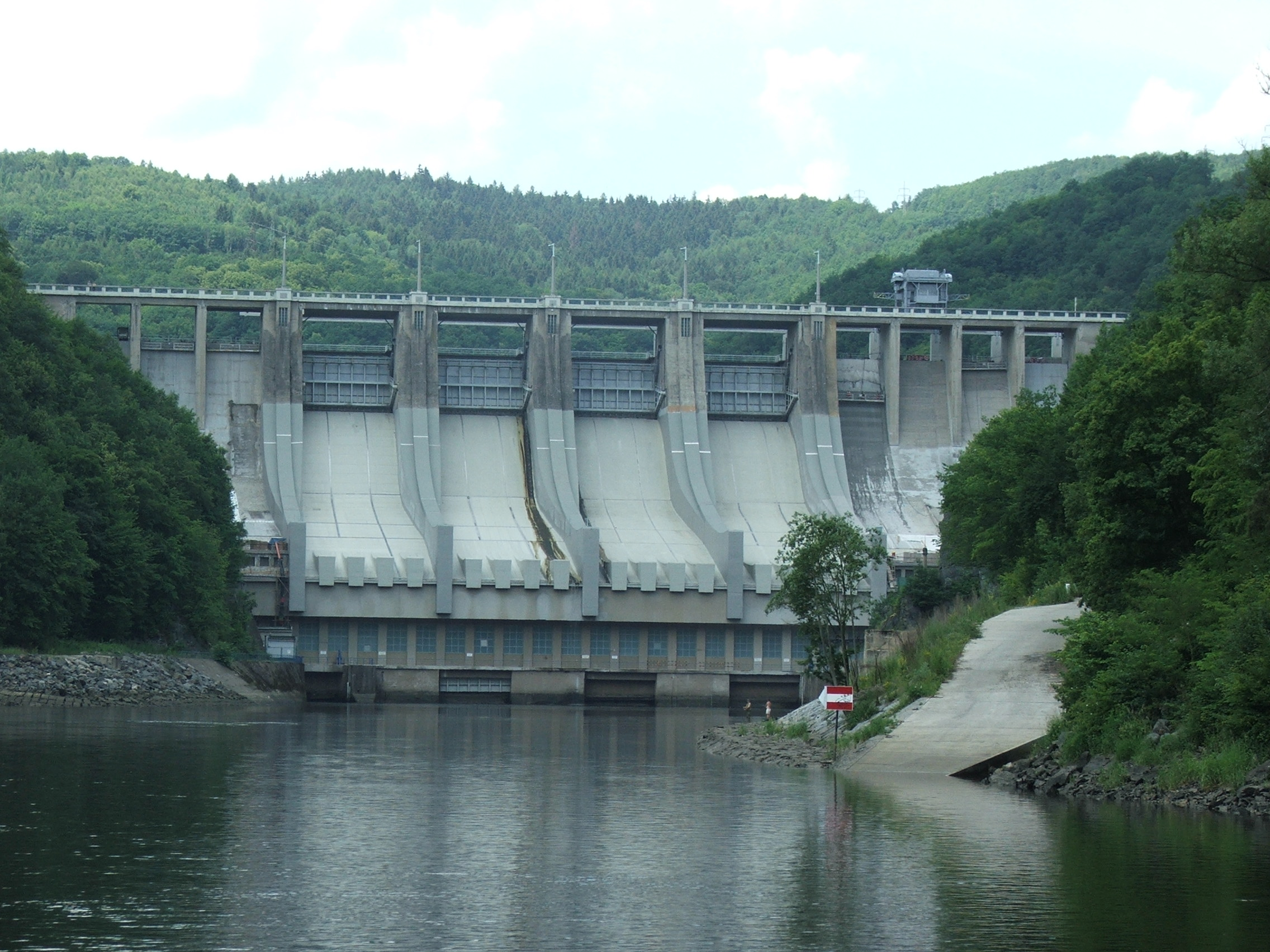
Slapská přehrada

Hráz je stavba nebo přírodní útvar, který zabraňuje volnému průtoku vody. Hrázemi je vytvářeno vzdutí rybníků (viz rybniční hráz), hráze údolních nádrží se nazývají přehrady, podél břehů řek se staví protipovodňové hráze.
Pokud se jedná o přírodní útvar, hovoříme o přirozené hrázi, pokud je to stavba, bývá označována jako umělá hráz.
Hráze nestaví jen lidé, ale i zvířata – například bobr, který staví bobří hráze.

## Umělé hráze
První umělé hráze jsou známy z mykénského Řecka.
Umělá hráz je zemní, ocelová nebo betonová stavba zpravidla lichoběžníkového průřezu s výrazně převládajícím délkovým rozměrem podél pobřeží moře, vodního toku nebo napříč vodním tokem sloužící ke vzdutí vody (přehrada nebo rybniční nádrž). Slouží k zadržování povodní, ochraně okolních pozemků před záplavami, ke zpevnění, úpravě a ochraně břehů či splavnění toku. Podle jiné definice je to jen taková stavba podél vodního toku (tedy kromě přehrad a rybničních nádrží), podle další taková stavba kromě přehrad (přičemž v české terminologii se i přehrada zásadně považuje za „hráz“).

### Typy hrází
- zemní
  - sypaná
  - naplavovaná
  - balvanitá
- betonová, železobetonová, zděná
  - gravitační
  - gravitační lehčená
  - pilířová
  - členěná
  - klenbová
  - se stálým poloměrem
  - se stálým středovým úhlem

## Stavba hrází
Zemní hráze se budují dodnes. Nazývají se také hrázové přehrady a stavějí se vyhloubením rozsáhlého koryta do podkladové horniny, která udržuje zpevněnou jílovitou výplň na místě. Ze zeminy se potom navrší hráz napříč k oběma bočním stranám koryta. Stěna hráze obrácená k proudu (návodní) se pokryje štěrkem, do něhož se zasadí kameny, aby voda zeminu neodplavovala. Druhá stěna přehrady (vzdušní) a její vrchol (koruna) se osadí drny, které zadržují zeminu a chrání ji proti vymílání deštěm. Hrázovou přehradu je možné vybudovat i celou z kamene a hrubého štěrku, s asfaltovým obložením jako u silničního povrchu.

## Vliv na prostředí
Úprava toku vody, ať už regulace břehů toku, nebo vytvoření přehrady, má komplexní dopady na okolní prostředí. Na území dochází k hydrologickým změnám (výška hladiny podzemních vod), následovaným změnami rostlinstva a živočišstva..
Přehradní hráze způsobují ekologickou zátěž zejména zatopením - a tím v podstatě zničením - rozsáhlých částí ekosystému. Výstavba přehradních hrází ztěžuje migraci některých živočišných druhů. Stabilizace výšky hladiny řeky pod hrází a budování regulačních hrází podél toků může vést k zániku společenství přizpůsobených pravidelným záplavám.. Případné protržení hráze může mít katastrofální následky pro člověka i přírodu na rozsáhlém území, jako tomu bylo například při protržení hráze odkaliště u Ajky nebo hráze přehrady Desná.